# Fougerolles (Indre)
Fougerolles é uma comuna francesa na região administrativa do Centro, no departamento Indre. Estende-se por uma área de 17,56 km². Em 2010 a comuna tinha 358 habitantes (densidade: 20,4 hab./km²).